# ارتش‌آباد
ارتش‌ آباد نام یکی از روستاهای استان قزوین می‌باشد. این روستا در شهرستان آوج و در منطقه قاراقان واقع شده‌است.
این روستا که نام سگز آباد داشت پس از تخریب به دستور محمد رضا شاه پهلوی بعد از زلزله سال ۱۳۴۱ بوئین‌زهرا، ساخته شد و نامش به ارتش آباد تغییر یافت 
از مراکز تفریحی این روستا می توان به چشمه علی و منطقه ییلاقی تکین اشاره کرد که آب جشمه ها در 4 فصل سال در این منطقه جریان دارد. 
فعالیت اصلی مردم روستا کشاورزی و باغداری است که سالانه با تولید ناخالص 2000 تن گندم و جو از مزارع این روستا برداشت می شود. و مردمانش به زبان ترکی آذربایجانی سخن می‌گویند.